# Casa de Velázquez

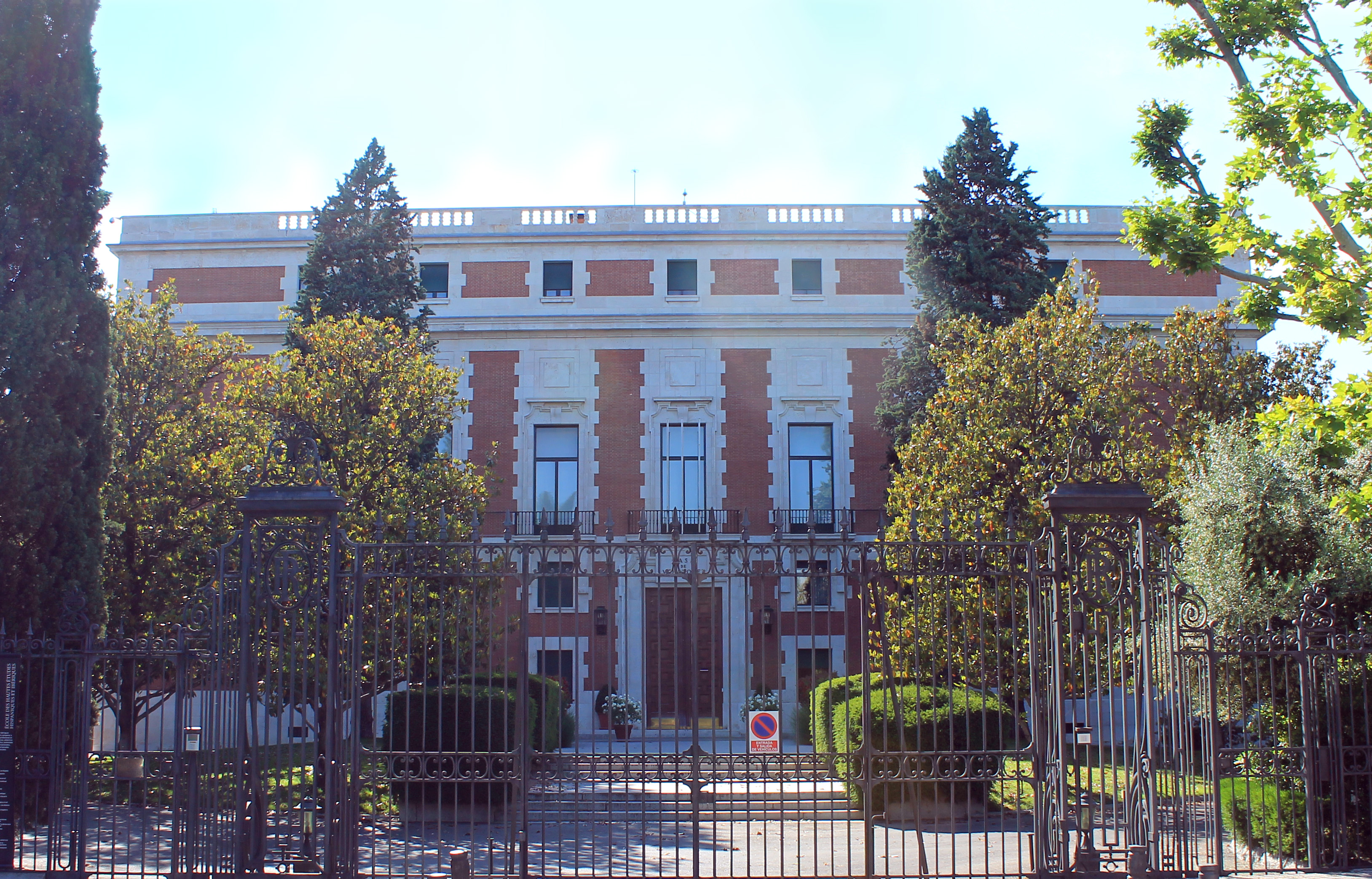
Casa de Velázquez

Die Casa de Velázquez in Madrid ist eine französische Kultureinrichtung und gilt als Établissement public, scientifique, culturel et professionel (EPSCP).

## Geschichte
Die Académie des Beaux-Arts (→Institut de France) bemühte sich schon länger um eine Dependance in Madrid, ähnlich der in Rom (→Villa Medici). Ab 1916 wurden diese Pläne konkreter, als der Komponist Charles-Marie Widor in seiner Eigenschaft als Sekretär der Académie den spanischen König Alfons XIII. und dessen Ehefrau Victoria Eugènie dafür begeistern konnte.
Das spanische Königshaus stiftete in zentraler Lage Madrids ein Grundstück von ca. 20.000 m², um ein Stadtpalais mit passender Gartenanlage zu errichten. Nachdem 1920 alle juristischen und politischen Probleme gelöst waren, begann man nach Plänen des Architekten Jules-Léon Chifflot († 1925) zu bauen. Das Gebäude entstand im Stil des Siglo de Oro und ist an die Gebäude von Architekt Juan de Herrera angelehnt.
1929 konnte man dann die Casa de Velázquez in Anwesenheit des französischen und des spanischen Staatspräsidenten, Albert Lebrun und Niceto Alcalá-Zamora, feierlich einweihen und offiziell ihrer Bestimmung übergeben. Von Anfang an fand dieses Kulturinstitut großen Zuspruch und so stand 1935 bereits eine Erweiterung der Räumlichkeiten an. Die Umbaumaßnahmen plante und leitete der Architekt Camile Lefèvre (1876–1946).
Bereits im darauffolgenden Jahr, im Herbst 1936, wurde die Casa de Velázquez bei der Belagerung von Madrid (→Spanischer Bürgerkrieg) zerstört. Erst nach dem Zweiten Weltkrieg gab es Pläne, dieses Kulturinstitut wiederzubeleben. Um 1959 wurden die Gebäude wieder aufgebaut, dem Zeitgeschmack angepasst und wieder in Betrieb genommen.
1979 feierte man das 50-jährige Bestehen dieser Kultureinrichtung in Anwesenheit von Königin Sophia und Première dame Anne-Aymone Giscard d’Estaing. Zwischen 2010 und 2011 wurde das Palais grundlegend saniert und modernisiert.

## Adresse
- Calle Paul Guinard 3, 28040 Madrid

## Präsidenten
- 1928–1932 Pierre Paris (1859–1931)
- 1932–1940 François Dumas (1884–1952)
- 1940–1955 Maurice Legendre (1878–1955)
- 1955–1957 Paul Guinard (1895–1976)
- 1957–1965 Henri Terrasse (1895–1971)
- 1965–1966 Didier Ozanam (* 1922)
- 1966–1979 François Chevalier (1914–2012)
- 1979–1988 Didier Ozanam (* 1922)
- 1989–1996 Joseph Térez (1931–2020)
- 1996–2001 Jean Chanavaggio (* 1936)
- 2001–2006 Gérard Chastagnaret (* 1945)
- 2006–2013 Jean-Pierre Étienvre (* 1945)
- 2014–2021 Michel Bertrand (* 1955)
- seit 2022 Nancy Berthier (* 1964)